# Liste von Kunstwerken im öffentlichen Raum in Oberhausen
Die Liste von Kunstwerken im öffentlichen Raum in Oberhausen gibt einen Überblick über Kunst im öffentlichen Raum, unter anderem Skulpturen, Plastiken, Landmarken und andere Kunstwerke in Oberhausen. Es besteht kein Anspruch auf Vollständigkeit.

## Kunstwerke in Oberhausen
| Bezeichnung                                                 | Standort                                                                               | Koordinate                      | errichtet        | Künstler                                                                                                | Anmerkungen | Bild                                         |
| ----------------------------------------------------------- | -------------------------------------------------------------------------------------- | ------------------------------- | ---------------- | --- | --- | -------------------------------------------- |
| Der Zauberlehrling                                          | Emscher Landschaftspark                                                                | 51° 29′ 38″ N, 6° 53′ 45″ O     | 2013             | Inges Idee                                                                                              | Stahlprofile, Höhe: 35 m Die Skulptur wurde wegen statischer Probleme 2018 abgebaut und mit weniger stark ausgeprägten Biegungen neu errichtet. | weitere Bilder                               |
| Bilder am Kanal, Tableau 3/15                               | am Ufer des Rhein-Herne-Kanals, Schleuse Oberhausen-Lirich                             | 51° 29′ 2″ N, 6° 49′ 25″ O      | 2010             | Petra Weißenbach, Axel Siefer                                                                           | Metallschild |                                              |
| Bilder am Kanal, Tableau 4/15                               | am Ufer des Rhein-Herne-Kanals, östlich Konrad-Adenauer-Brücke                         | 51° 29′ 41″ N, 6° 51′ 58″ O     | 2010             | Markus Hanakam                                                                                          | Metallschild |                                              |
| Bilder am Kanal, Tableau 5/15                               | am Ufer des Rhein-Herne-Kanals, Städtedreieck Oberhausen-Essen-Bottrop                 | 51° 29′ 42″ N, 6° 55′ 10″ O     | 2010             | Bernd Zamel                                                                                             | Metallschild |                                              |
| Kennst’e den?                                               | am Ufer des Rhein-Herne-Kanals, Schleuse Oberhausen-Lirich                             | 51° 28′ 55″ N, 6° 49′ 12″ O     | 2001             | Dee Becker                                                                                              | |                                              |
| (Unbekanntes Kunstwerk an einem Brückenpfeiler)             | Nördliches Ufer des Rhein-Herne-Kanals, östlich der Eisenbahnbrücke für den Nahverkehr | 51° 29′ 40″ N, 6° 52′ 14″ O     |                  | | Stahlblech(?) |                                              |
| Gedenktafel für den Marsch des Konrad Berg am 12. März 1981 | Am Fußweg zwischen Gasometer und Rhein-Herne-Kanal                                     | 51° 29′ 40″ N, 6° 52′ 14″ O     |                  | | |                                              |
| Gegenüberstellung                                           | Konrad-Adenauer-Allee 46, Ludwiggalerie Schloss Oberhausen                             | 51° 29′ 33″ N, 6° 51′ 39″ O     | 1990/1991        | Johannes Brus                                                                                           | Betonguss zweiteilig, 120 × 110 × 90 cm, 90 × 120 × 200 cm | weitere Bilder                               |
| Bombentrichter                                              | Konrad-Adenauer-Allee 46, Ludwiggalerie Schloss Oberhausen                             | 51° 29′ 30″ N, 6° 51′ 39″ O     | 1985             | Heinrich Kasan                                                                                          | Edelstahl, ca. Ø 3 m, ca. 0,80 m tief | weitere Bilder                               |
| Slinky springs to fame                                      | Emscherinsel, Kaisergarten, Konrad-Adenauer-Allee 48                                   | 51° 29′ 36″ N, 6° 51′ 30″ O     | 2010/2011        | Tobias Rehberger                                                                                        | Brückenkonstruktion, Gesamtlänge 406 m | weitere Bilder                               |
| Die Emschersäule                                            | Ripshorster Straße 306                                                                 | 51° 29′ 42″ N, 6° 53′ 58″ O     | 2008             | Hermann EsRichter                                                                                       | Stahl, Kanalisationsrohre, Fliesen | weitere Bilder                               |
| Der Brachenthron                                            | Arminstraße, zwischen Burg Vondern und Haus Ripshorst                                  | 51° 29′ 49″ N, 6° 54′ 3″ O      | 2008             | Will Brands                                                                                             | Schuttsteine der ehemaligen Zeche Vondern | weitere Bilder                               |
| Der Stufenturm                                              | Arminstraße, zwischen Burg Vondern und Haus Ripshorst                                  | 51° 29′ 48″ N, 6° 53′ 45″ O     | 2008             | Hartwig Kompa                                                                                           | Kalksandsteinmauerwerk, Dispersionsfarbe, 8 × 6 × 3 m | weitere Bilder                               |
| Der grüne Ritter                                            | Arminstraße, Burg Vondern                                                              | 51° 29′ 57″ N, 6° 54′ 25″ O     |                  | Andreas Wencel                                                                                          | | weitere Bilder                               |
| Der Umsiedler                                               | Kaisergarten                                                                           | 51° 29′ 33″ N, 6° 51′ 39″ O     | 1988             | Louis Guerrero                                                                                          | Sandstein | weitere Bilder                               |
| Durchblicksmauern                                           | Brache Vondern                                                                         | 51° 29′ 45″ N, 6° 54′ 0″ O      |                  | Guido Berndsen                                                                                          | | weitere Bilder                               |
| Bewegung                                                    | Hauptbahnhof Westeingang, Hansastraße                                                  | 51° 28′ 31″ N, 6° 51′ 2,7″ O    | 1996             | Gerhard Losemann                                                                                        | Edelstahl | weitere Bilder                               |
| Berg der Arbeit                                             | Knappenhalde                                                                           | 51° 28′ 57″ N, 6° 52′ 44″ O     | 1994             | Werner Philipp Klunk                                                                                    | 16 Zeichen und Symbole (Pflastersteinskulpturen) | weitere Bilder                               |
| o.T.                                                        | Zinkfabrik Altenberg, Hansastraße                                                      | 51° 28′ 29,3″ N, 6° 50′ 54,2″ O | 2000             | Dominique Thevenin                                                                                      | Die Eisenrohre dienten vorher als Stützen eines Bootsstegs in St. Tropez (Frankreich) | weitere Bilder                               |
| Die Schnecke                                                | Wilhelm-Meinicke-Park, vor der Luise-Albertz-Halle                                     | 51° 28′ 23,4″ N, 6° 51′ 26,5″ O | 2000             | Horst Wolfframm                                                                                         | Stahl |                                              |
| Adamas                                                      | Rathaus Oberhausen, Schwartzstraße                                                     | 51° 28′ 25,5″ N, 6° 51′ 39,9″ O | 2010             | Günter A. Steinmann                                                                                     | Aluminium, Edelstahl, Acryl, Höhe 7 m; Sockel 3,5 m × 3,5 m; Gewicht 3,5 t | weitere Bilder                               |
| Alstadener Wappen                                           | Bebelstraße 212                                                                        | 51° 27′ 35,9″ N, 6° 49′ 59,8″ O | 2004             | Eva Pfohl, Manfred Vorholt                                                                              | Steintafel mit dem Alstadener Wappen, daneben ein Bronzeschild mit Informationen zu dem Kunstwerk. | weitere Bilder                               |
| Bauer mit Pflug                                             | Fröbelplatz, Alstaden                                                                  | 51° 27′ 38″ N, 6° 49′ 20″ O     | 1990             | Ernst Klages                                                                                            | Bronze. Denkmal für die fränkischen Bauern, die sich ca. 500 – 800 n. Chr. im heutigen Ortsteil Alstaden ansiedelten. |                                              |
| Berliner Bär                                                | Schwartzstraße / Freiherr-vom-Stein-Straße, Nähe Hauptbahnhof                          | 51° 28′ 27″ N, 6° 51′ 18″ O     | 1962             | Otto Waldner                                                                                            | Bayerischer Muschelkalk |                                              |
| Denkmal für die Alstadener Ruhrfähren                       | Ruhrdeich, Fährstraße, Alstaden                                                        | 51° 27′ 14″ N, 6° 49′ 29″ O     | 2007             | Manfred Vorholt                                                                                         | Bronze, Marmor |                                              |
| Ein-Kind-Familie                                            | Josefstraße, vor der Helios Klinik, Styrum                                             | 51° 27′ 43″ N, 6° 51′ 14″ O     | 1989             | Louis Guerrero                                                                                          | Stein |                                              |
| Eisenmann                                                   | Wilhelm-Meinicke-Park, vor der Luise-Albertz-Halle                                     | 51° 28′ 23″ N, 6° 51′ 31″ O     | 1997             | Walter Kurowski                                                                                         | Stahl |                                              |
| Die Familie (Die drei Lebensalter)                          | Im Hauptbahnhof Oberhausen, Treppenaufgang Richtung Innenstadt                         | 51° 28′ 28″ N, 6° 51′ 10″ O     | 1932             | Ernst Müller-Blensdorf                                                                                  | Gusseisen |                                              |
| Ehrenmal im Ruhrpark                                        | Ruhrpark, Kewerstraße                                                                  | 51° 27′ 12″ N, 6° 49′ 56″ O     | 1954             | | Gedenkstätte aufgestellt vom Bürgerring Oberhausen-Alstaden und der Zeche Alstaden |                                              |
| Gedenktafel Bergbau in Alstaden                             | Ruhrpark, Solbadstraße                                                                 | 51° 27′ 6″ N, 6° 49′ 55″ O      | 1957             | | Bronze, Gedenktafel zum 100-jährigen Jubiläum des Bergbaus im Ortsteil Alstaden. |                                              |
| Gedenktafel für Friedrich Ludwig Jahn                       | Ruhrpark, Solbadstraße                                                                 | 51° 27′ 11″ N, 6° 49′ 56″ O     | 1912             | | Gedenktafel für Friedrich Ludwig Jahn aus Anlass des 25. Jahrestages der Gründung des Alstadener Turnvereins, errichtet am 22. Juni 1912 |                                              |
| Gedenktafel Männergesangsverein Alstaden                    | Ruhrpark, Solbadstraße                                                                 | 51° 27′ 11″ N, 6° 49′ 46″ O     | 1953             | | Gedenktafel aus Anlass des 100. Jahrestages der Gründung des Alstadener Männergesangsvereins |                                              |
| Denkmal Schließung Zeche Alstaden                           | Ruhrpark, Solbadstraße                                                                 | 51° 27′ 8″ N, 6° 49′ 54″ O      | 1972 oder 1973   | | Förderwagen und Seilscheibe, mit denen am 15. Dezember 1972 die letzte Kohle gefördert wurde. |                                              |
| Gotische Quadratur                                          | Essener Straße, zwischen Radio NRW GmbH und Sparkasse                                  | 51° 29′ 15″ N, 6° 52′ 13″ O     | 1980             | Dr. Ingo Glass                                                                                          | Schiffbaustahl, 1300 × 850 × 800 cm (H×B×T), 12 t schwer |                                              |
| (Statue eines Mädchens mit Becher)                          | Essener Straße, neben Radio NRW GmbH                                                   | 51° 29′ 14″ N, 6° 52′ 15″ O     |                  | | Titel und Künstler nicht bekannt |                                              |
| Die Knospe                                                  | Marktstraße, Lothringer Straße, Oberhausen Mitte                                       | 51° 28′ 8″ N, 6° 51′ 12″ O      | 1981             | Michael Friedrichsen                                                                                    | Bronze |                                              |
| Kokospalmentrio                                             | zwischen Straße Am Förderturm und Concordiastraße, Lirich                              | 51° 28′ 26″ N, 6° 50′ 52″ O     | 2004             | Johannes Terbach                                                                                        | Beton, in Zusammenarbeit mit jugendlichen Asylbewerbern beim INKUNST Projekt LOS |                                              |
| Kulminationspunkt Neue Mitte (Mikado-Stäbe)                 | ÖPNV-Haltestelle CentrO                                                                | 51° 29′ 22″ N, 6° 52′ 26″ O     | 1996             | Christoph Parade                                                                                        | Eisen und mikadoartige Stahlstelen |                                              |
| Zwillingsbogen „O“                                          | AquaPark, Heinz-Schleußer-Straße 1                                                     | 51° 29′ 35″ N, 6° 53′ 12″ O     | 2009             | Rolf Nolden                                                                                             | Stahl |                                              |
| Der Kulturwächter                                           | Schwartzstraße, gegenüber dem Rathaus, vor der Kulturvilla                             | 51° 28′ 24″ N, 6° 51′ 37″ O     | 1996             | Kuno Lange, Klaus Jost                                                                                  | Rostiger Stahl mit Steinen |                                              |
| Phönix im Wind                                              | Markstraße / Mülheimer Straße                                                          | 51° 28′ 6″ N, 6° 51′ 49″ O      | 1999             | Otto Wesendonck                                                                                         | Bronze, Edelstahl, mit Brunnen |                                              |
| Die Sängerin                                                | Wehrplatz, Mellinghofer Straße, Schladviertel                                          | 51° 28′ 15″ N, 6° 53′ 10″ O     | 1999             | Otmar Alt                                                                                               | |                                              |
| Säulenbrunnen                                               | Westfriedhof, Lirich                                                                   | 51° 29′ 0″ N, 6° 49′ 13″ O      | 1977             | Jochen Fritsche, Ernst Klages                                                                           | |                                              |
| Siegessäule mit Friedensengel                               | Altmarkt, Stadtmitte                                                                   | 51° 28′ 8″ N, 6° 51′ 0″ O       | 1876             | | Stellt eigentlich die Siegesgöttin Nike dar, wurde als Friedensengel umbenannt. |                                              |
| Neptunbrunnen                                               | Altmarkt, vor dem Restaurant Gdanska                                                   | 51° 28′ 6″ N, 6° 50′ 59″ O      | 2017             | Anna Mrzyglod                                                                                           | Der Brunnen wurde dem Neptunbrunnen in Danzig nachempfunden. | weitere Bilder                               |
| Stein mit Tafel                                             | Saporoshje-Platz                                                                       | 51° 28′ 14″ N, 6° 51′ 7″ O      |                  | | Stein, Geschenk der Partnerstadt Saporoshje |                                              |
| (unbekannt)                                                 | Saporoshje-Platz                                                                       | 51° 28′ 18″ N, 6° 51′ 8″ O      |                  | | Roter Sandstein |                                              |
| Das Tor zum Ende des Weges                                  | Schloss Oberhausen, Ludwig Galerie                                                     | 51° 29′ 29″ N, 6° 51′ 39″ O     | 1984             | Rolf Hegetusch                                                                                          | Eichenholz, skandinavische Kiefer, rostige Stahlplatte, Höhe: 2,40 m | weitere Bilder                               |
| Die Trauernde                                               | Schloss Oberhausen, Gedenkhalle                                                        | 51° 29′ 30″ N, 6° 51′ 38″ O     | 1962             | Willy Meller                                                                                            | schwarzer Granit, 3,8 m hoch, 8 Tonnen |                                              |
| Krone                                                       | Kaisergarten, Oberhausen                                                               | 51° 29′ 23″ N, 6° 51′ 35″ O     |                  | Hubertus Hess                                                                                           | |                                              |
| Gasometer                                                   | Kaisergarten, am Schloss Oberhausen                                                    | 51° 29′ 32″ N, 6° 51′ 35″ O     | 2020             | | Errichtet vom ZAQ (Zentrum für Ausbildung und berufliche Qualifikation Oberhausen e. V.) im Rahmen der Ausstellung „Oberhausen – Aufbruch macht Geschichte – Strukturwandel 1847–2006“ | weitere Bilder                               |
| Vater und Sohn                                              | Mülheimer Straße, Heinrich-Heine-Gymnasium                                             | 51° 28′ 20″ N, 6° 51′ 52″ O     | 1956             | Helmuth Schepp                                                                                          | |                                              |
| Warten auf die Schmetterlinge                               | zwischen Danziger Straße, Düppelstraße und Christian-Steger-Straße                     | 51° 28′ 18″ N, 6° 51′ 37″ O     | 2002             | Birgit Erlenkamp                                                                                        | Stahl, ca. 2,80 m hoch |                                              |
| Wasservogel                                                 | Friedensplatz, Stadtmitte                                                              | 51° 28′ 17″ N, 6° 51′ 14″ O     | 1962             | Zoltan Székessy                                                                                         | Bronze, ca. 3 m hoch | weitere Bilder                               |
| Die Aktentasche                                             | Rathaus Osterfeld, Bottroper Straße                                                    | 51° 30′ 5″ N, 6° 53′ 23″ O      | 1997             | Kuno Lange, Klaus Jost                                                                                  | Rostiger Stahl | weitere Bilder                               |
| Der Bär                                                     | Gesamtschule Osterfeld                                                                 | 51° 30′ 13″ N, 6° 53′ 17″ O     | 1950             | Maria Fuß                                                                                               | Muschelkalk, Skulptur wird jedes Jahr durch die Abiturienten der Gesamtschule Osterfeld umgestaltet | weitere Bilder                               |
| Bergbau                                                     | Osterfelder Straße, Einmündung zur Bottroper Straße                                    | 51° 30′ 3″ N, 6° 53′ 24″ O      | 1987             | Peter van Treeck                                                                                        | Beton, ca. 800 m² |                                              |
| Bergmannskapelle                                            | Bottroper Straße, Nähe Wappenplatz, Osterfeld                                          | 51° 30′ 2″ N, 6° 53′ 9″ O       | 2006             | Christel Lechner                                                                                        | | weitere Bilder                               |
| Gepflastertes Osterfelder Stadtwappen                       | Osterfeld, Wappenplatz                                                                 | 51° 30′ 5″ N, 6° 53′ 9″ O       |                  | | Pflastersteine | Gepflastertes Osterfelder Stadtwappen        |
| Goldhelm (Figur eines Steigers)                             | Osterfeld, Wappenplatz                                                                 | 51° 30′ 5″ N, 6° 53′ 8″ O       |                  | Christel Lechner                                                                                        | | Goldhelm                                     |
| Besucherin (Frau mit Handtasche)                            | Osterfeld, Wappenplatz                                                                 | 51° 30′ 5″ N, 6° 53′ 8″ O       |                  | Christel Lechner                                                                                        | | Besucherin                                   |
| Wandbild                                                    | Neben Eingang Gesamtschule Osterfeld, Heinestraße 22                                   | 51° 30′ 13″ N, 6° 53′ 13″ O     | 2013             | Deniz Karadana, Luan Abels, Sima Cinar, Ina Seelig                                                      | |                                              |
| Pflasterung Burg Vondern                                    | Vikarienstraße/Kirchstraße, Osterfeld                                                  | 51° 30′ 5″ N, 6° 53′ 14″ O      | 1994             | | Ausgeführt von Teilnehmern an Umschulungen der Bildungszentren des Bauhandwerks e. V. Niederlassung Oberhausen | weitere Bilder                               |
| Absperrschieber, Kaltwindleitung                            | Gymnasialpark Wilhelmstraße, Sterkrade-Mitte                                           | 51° 31′ 15″ N, 6° 50′ 38″ O     | 1865             | Thyssen Niederrhein AG                                                                                  | ca. 7 m, 9 Tonnen, 1979 stillgelegt |                                              |
| Bergbaubrunnen                                              | Bahnhofstraße, Sterkrade                                                               | 51° 30′ 55″ N, 6° 50′ 54″ O     | 1986             | Heinrich Kasan                                                                                          | Bronze, Stahl | weitere Bilder                               |
| Der Besenbinder                                             | Hartmannstraße, Kreisverkehr Königshardt                                               | 51° 32′ 50″ N, 6° 51′ 13″ O     | 2000             | Ernst Klages                                                                                            | Bronze, Naturstein | weitere Bilder                               |
| Der Eisengießer (Müder Theodor, Hüttenmann)                 | Bahnhofstraße, Sterkrade                                                               | 51° 30′ 49″ N, 6° 50′ 41″ O     | 1956             | Wilhelm Hanebal                                                                                         | | weitere Bilder                               |
| Skulptur Stift                                              | Sophie-Scholl-Gymnasium, Sterkrade                                                     | 51° 31′ 11″ N, 6° 50′ 51″ O     |                  | | | Skulptur Stift Sophie-Scholl-Gymnasium       |
| Wandmosaik                                                  | Sophie-Scholl-Gymnasium, Sterkrade                                                     | 51° 31′ 11″ N, 6° 50′ 49″ O     |                  | | | Wandmosaik Sophie-Scholl-Gymnasium           |
| Der erste Siedler                                           | Untere Walsumermarkstraße, Schmachtendorf                                              | 51° 32′ 35″ N, 6° 49′ 12″ O     | 1989             | Heinrich Kasan                                                                                          | |                                              |
| Gepflastertes Wappen                                        | Untere Walsumermarkstraße, Schmachtendorf                                              | 51° 32′ 35″ N, 6° 49′ 12″ O     | 1977             | Karl Lange                                                                                              | Pflastersteine |                                              |
| Die Geschichte der Nachtwächter                             | Kreisverkehr in Holten                                                                 | 51° 31′ 27″ N, 6° 47′ 9″ O      | 2001             | Peter Schmitz                                                                                           | Stahlblech | Die Geschichte der Nachtwächter              |
| Holtener Hahnenbrunnen                                      | Marktplatz Holten                                                                      | 51° 31′ 27″ N, 6° 47′ 14″ O     | 1990             | Otto Wesendonck                                                                                         | Bronze, Edelstahl | Holtener Hahnenbrunnen                       |
| Reaktoren des Werkes Ruhrchemie                             | Bahnstraße, Otto-Roelen-Straße, Holten                                                 | 51° 31′ 43″ N, 6° 47′ 43″ O     | 1986             | | Die drei Röhren sind ehemalige Reaktoren aus der Ammoniakherstellung des Werkes Ruhrchemie. | Reaktorbehälter Ruhrchemie                   |
| Ehrenmal am Kastell Holten                                  | Kastellstraße, Holten                                                                  | 51° 31′ 36″ N, 6° 47′ 2″ O      |                  | | | Ehrenmal Kastell Holten                      |
| Hagelkreuz                                                  | Steinbrinkstraße, Ecke Postweg, Sterkrade                                              | 51° 31′ 12″ N, 6° 50′ 47″ O     | 1802             | | Kreuz für die Bitte, vom Hagel verschont zu werden |                                              |
| Biefanger Frosch                                            | Kreisverkehr Kurfürstenstraße, Königstraße, Rathenauplatz, Biefang                     | 51° 30′ 38″ N, 6° 48′ 38″ O     | 2008             | Detlef Wölfel (Entwurf), Lehrwerkstatt der Friedrich Wilhelms-Hütte in Mülheim an der Ruhr (Ausführung) | Der Frosch ist das Wappentier von Biefang. Die Figur steht auf einem skandinavischen Granitfindling. | weitere Bilder                               |
| Sterkrader Hirsch                                           | Volkspark Sterkrade (auf einer der Inseln im See)                                      | 51° 31′ 20″ N, 6° 50′ 19″ O     | 1904             | Gießerei Würfel und Neuhaus                                                                             | Zinkguss |                                              |
| Blühende Form                                               | Grundschule Alsfeld, Försterstraße 29                                                  | 51° 31′ 48″ N, 6° 50′ 14″ O     | 1966             | Karl Prasse                                                                                             | Aluminium-Guss, 350 cm |                                              |
| Die Wasserharfe                                             | Kleiner Markt, Sterkrade Mitte                                                         | 51° 30′ 58″ N, 6° 50′ 57″ O     | 1986             | Gerhard Losemann                                                                                        | Edelstahl |                                              |
| Wind der Nationen                                           | Volkspark Sterkrade                                                                    | 51° 31′ 26″ N, 6° 50′ 17″ O     | 2014             | Tim Suthoff, MULTI 2014                                                                                 | Beton, Lack, Wildgarten | weitere Bilder                               |
| Das Zwiegespräch                                            | Marktplatz Schmachtendorf                                                              | 51° 32′ 30″ N, 6° 49′ 9″ O      | 1991             | Otto Wesendonck                                                                                         | Bronze, Edelstahl, Glas |                                              |
| Venus Vonderort                                             | Vonderort, Bottroper Straße 323                                                        | 51° 30′ 32″ N, 6° 54′ 11″ O     | 2000             | Otto Wesendonck                                                                                         | |                                              |
| Squares2GO                                                  | Marktstraße 179–181                                                                    | 51° 28′ 6″ N, 6° 51′ 45″ O      | 2017             | Georg Overkamp                                                                                          | Neugestaltung einer Mauer mit figürlichen Reliefelementen und Installation aus Aluminium |                                              |
| Bastrüc Dü                                                  | Steinbrinkstraße 96a, Johanniter-Krankenhaus                                           | 51° 30′ 34″ N, 6° 51′ 13″ O     | 1973/82          | Friederich Werthmann                                                                                    | Remanit, 200 × 250 × 100 cm, Werkverzeichnis Nr. 334 N |                                              |
| Trophäe                                                     | Ebertplatz / Will-Quadflieg-Platz gegenüber vom Haupteingang des Stadttheaters         | 51° 28′ 34″ N, 6° 51′ 36″ O     | 1992             | EL Loko                                                                                                 | „Contain-Stahl“ (laut Informationstafel) oder Cortenstahl(?) | weitere Bilder                               |
| So wie es ist, wird es nicht bleiben                        | Sedanstraße, am Hochbunker gegenüber von Hausnummer 41, Ecke Ebertstraße               | 51° 28′ 33″ N, 6° 51′ 36″ O     | 2020             | Katja Bot, Aaron St. (Stratmann)                                                                        | |                                              |
| (Wandscheibe Haus der Jugend)                               | Lothringer Straße 20                                                                   | 51° 28′ 3″ N, 6° 51′ 12″ O      |                  | | Die Wandscheibe markierte von 1962 bis 2013 den Eingang des Hauses der Jugend am John-Lennon-Platz. Sie steht heute vor dem Jugendtreff Place2Be in der Lothringer Straße. | weitere Bilder                               |
| (Fassadengestaltung der Schule am Rechenacker)              | Rechenacker 85                                                                         | 51° 27′ 29″ N, 6° 50′ 41″ O     |                  | | Künstlerische Gestaltung der Fassade der Schule an der Hagedornstraße, Dependance Rechenacker. |                                              |
| Durchblick                                                  | Knappenhalde                                                                           | 51° 28′ 59″ N, 6° 52′ 36″ O     | 1993             | Kuno Lange                                                                                              | Stahlskulptur | weitere Bilder                               |
| Eisenschaffende Industrie                                   | Knappenhalde                                                                           | 51° 29′ 1″ N, 6° 52′ 48″ O      | 1990             | Ernst Baumeister, Adolf Franken                                                                         | Mehrteilige Eisenskulptur | weitere Bilder                               |
| Industrietempel                                             | Knappenhalde                                                                           | 51° 29′ 1″ N, 6° 52′ 54″ O      | 1994             | Hannes Forster                                                                                          | Ziegelbau auf alten Pfeilern der Zechenbahn | Industrietempel (Hannes Forster)             |
| Schwarzholz                                                 | Haus Ripshorst                                                                         | 51° 29′ 34″ N, 6° 54′ 2″ O      | 2007             | Kuno Lange                                                                                              | Mehrere Skulpturen, unter anderem aus ca. 4000 Jahre altem Eichenholz, welches in der Nähe gefunden wurde. | weitere Bilder                               |
| Gerahmte Landschaft                                         | Haus Ripshorst                                                                         | 51° 29′ 36″ N, 6° 54′ 3″ O      |                  | | Insgesamt sechs identische Rahmen aus rot lackiertem Stahl an der Nordostseite des Besucherzentrums | weitere Bilder                               |
| „Seid stille und erkennt, dass ich Gott bin“                | Alstaden, Bebelstraße 234, bei der Emmaus-Kirche                                       | 51° 27′ 32″ N, 6° 49′ 58″ O     |                  | | Die Jahreszahlen unter dem Bibelvers (Ps 46,11 ) weisen das Kunstwerk zugleich als Denkmal für die Opfer der beiden Weltkriege aus. | „Seid stille und erkennt, dass ich Gott bin“ |
| Hl. Clemens                                                 | Sterkrade, bei der Propsteikirche St. Clemens                                          | 51° 30′ 59″ N, 6° 50′ 51″ O     | 2006             | Irmi (Irmhild) Sellhorst                                                                                | Stahl | Figurname                                    |
| (Skulptur vor der Stadtsparkasse)                           | Wörthstraße 12, vor der Stadtsparkasse                                                 | 51° 28′ 5″ N, 6° 51′ 20″ O      |                  | | Edelstahl | Skulptur vor der Stadtsparkasse              |
| (Bunte Würfelskulptur)                                      | OLGA-Park                                                                              | 51° 30′ 10″ N, 6° 52′ 39″ O     |                  | | | Bunte Würfelskulptur                         |
| (Skulptur Bäume)                                            | OLGA Park                                                                              | 51° 30′ 1″ N, 6° 52′ 21″ O      |                  | | | (Skulptur Bäume)                             |
| (Betonwürfel)                                               | OLGA-Park                                                                              | 51° 30′ 5″ N, 6° 52′ 34″ O      |                  | | Das Objekt besteht aus drei Würfeln und einem flachen Quader mit quadratischem Querschnitt. In einen Würfel ist eine Inschrift eingegossen: „DIE IDEE DER SCHÖNHEIT ENTSTEHT NICHT SO SEHR AUS DEM KÖRPER ODER AUS IRGENDEINEM SEINER TEILE, IN DEM SIE GEFUNDEN WURDE, ALS VIEL MEHR AUS SICH SELBST UND DER NATUR SO DASS IHR WAHRER SITZ IM VERSTAND UND IN DER VERNUNFT IST. J. B. ALBERTI“ Die anderen Objekte waren mit quadratischen blank polierten Stahlplatten versehen, die teilweise dem Vandalismus zum Opfer gefallen sind. | (Betonwürfel)                                |
| (Skulptur Kreaturen)                                        | OLGA-Park                                                                              | 51° 30′ 4″ N, 6° 52′ 13″ O      |                  | | | weitere Bilder                               |
| (Skulptur Stahl und Spiegel)                                | OLGA-Park                                                                              | 51° 30′ 0″ N, 6° 52′ 25″ O      |                  | | Die Skulptur besteht aus zwei spiegelsymmetrischen Objekten. Ein Panel ist jeweils spiegelblank poliert und um 45 Grad gegen die Nord-Südachse gedreht. Ein von Norden in das eine Objekt einfallender Lichtstrahl würde im Idealfall das andere Objekt Richtung Norden verlassen, was aber wegen der Baumwuchses zwischen den Objekten nicht möglich ist. Das zweite Objekt ist ca. 100 Meter westlich von der hier angezeigten Position.                                                                                                | (Skulptur Stahl und Spiegel)                 |
| Relief mit Ansicht der Burg Vondern                         | Arminstraße 65                                                                         | 51° 29′ 55″ N, 6° 54′ 21″ O     |                  | | | Relief mit Burg Vondern                      |
| Sterkrader Steine                                           | Sterkrade, Eugen-zur-Nieden-Ring                                                       | 51° 30′ 50″ N, 6° 51′ 4″ O      | 2013             | Hubert Cortes                                                                                           | Historischer Schriftzug vom Bahndamm der Strecke Oberhausen–Emmerich (auf Höhe des Volksparks), aus Anlass des 100jährigen Jubiläums der Stadtrechtsverleihung an Sterkrade hierher transferiert | Sterkrader Steine                            |
| Denkmal am Teich                                            | Kaisergarten                                                                           | 51° 29′ 24″ N, 6° 51′ 25″ O     |                  | | Naturstein auf Sockel aus Kunststein. Die Oberfläche des Natursteins ist als Fugennetz eines Zyklopenmauerwerks bearbeitet. Auf der Nordseite stark beschädigte Inschrift. Baudenkmal Nr. 80 in der Denkmalliste der Stadt Oberhausen. | weitere Bilder                               |
| Wandbild                                                    | Duisburger Straße 458                                                                  | 51° 28′ 18″ N, 6° 49′ 40″ O     | 2013             | Boris von Reibnitz                                                                                      | | Wandbild Duisburger Straße 458               |
| Brunnen vor St. Pankratius Osterfeld                        | Kirchstraße                                                                            | 51° 30′ 5″ N, 6° 53′ 17″ O      |                  | | | Brunnen vor St. Pankratius Osterfeld         |
| Sterkrader Glocken                                          | Sterkrade, Arnold-Rademacher-Platz                                                     | 51° 30′ 46″ N, 6° 50′ 39″ O     | 1994 (circa)     | | Die Glocken waren ab 1953 Teil des Glockenspiels im Turm des Stadtmittehauses. Aufgrund schlechter Qualität des Materials mussten die Glocken 1994 ersetzt werden. Einige der alten Glocken von 1953 wurden in dem Gerüst am Arnold-Rademacher-Platz aufgehängt. | weitere Bilder                               |
| Wandbild                                                    | Kapellenstraße 2A                                                                      | 51° 30′ 19″ N, 6° 52′ 25″ O     |                  | | | Wandbild Kapellenstraße 2A                   |
| Gedenkstätte für die Zwangsarbeiter des Lagers Jacobi       | Harkortstraße                                                                          | 51° 31′ 37″ N, 6° 53′ 7″ O      |                  | Tisa von der Schulenburg                                                                                | Die Gedenkstätte besteht aus einigen Resten des Lagers und einem Schaukasten, in dem neben Informationen zum Lager eine Plastik von Tisa von der Schulenburg ausgestellt wird. Die Plastik trägt die Inschrift „Den Zwangsarbeitern 1939–1945“. Die Gedenkstätte wird von Schülern der Theodor-Heuss-Realschule gepflegt. | weitere Bilder                               |
| Red Heels                                                   | Konrad-Adenauer-Allee vor dem Schloss Oberhausen                                       | 51° 29′ 31″ N, 6° 51′ 40″ O     | 2021             | Heiner Meyer                                                                                            | Rot lackierte Stahlskulptur, Gewicht ca. 6 Tonnen, Höhe ca. 6 Tonnen. | weitere Bilder                               |
| (Betonkugeln)                                               | Kaisergarten                                                                           | 51° 29′ 28″ N, 6° 51′ 11″ O     |                  | | Farbig gestrichene Betonkugeln in drei Gruppen | weitere Bilder                               |
| Dryade                                                      | Lothringer Straße, hinter der Willy-Jürissen-Halle                                     | 51° 27′ 56″ N, 6° 51′ 9″ O      | 1962 aufgestellt | Helmuth Schepp                                                                                          | | Dryade von Helmuth Schepp                    |
| (unbekanntes Relief)                                        | Steinbrinkstraße 155                                                                   | 51° 30′ 43″ N, 6° 51′ 2″ O      |                  | | | weitere Bilder                               |
| Wandbild                                                    | Essener Straße 100                                                                     | 51° 29′ 16″ N, 6° 52′ 19″ O     |                  | | Das Bild befindet sich am Eingang zu einem Gebäude des ZAQ (Zentrum für Ausbildung und berufliche Qualifikation Oberhausen e. V.). | Wandbild Essener Straße 100                  |
| Distanzen überwinden                                        | Essener Straße 59                                                                      | 51° 29′ 14″ N, 6° 52′ 22″ O     |                  | | Die Skulptur befindet sich auf dem Gelände des ZAQ (Zentrum für Ausbildung und berufliche Qualifikation Oberhausen e. V.). | weitere Bilder                               |
| Elevated Levitated Elephant                                 | Hansastraße 20                                                                         | 51° 28′ 29″ N, 6° 50′ 58″ O     | 2022             | Jörg Mazur                                                                                              | Die Bronzeskulptur erinnert an die Elefantenkuh Tuffi, die 1950 aus der Wuppertaler Schwebebahn sprang. Die Skulptur hängt an Stützen, die in Oberhausen von der GHH für die Schwebebahn hergestellt wurden. Tuffi fraß bei einem Besuch im Rathaus von Oberhausen Pflanzen und urinierte auf einen Teppich. | weitere Bilder                               |
| Tänzerin Nr. 4                                              | John-Lennon-Platz                                                                      | 51° 28′ 41″ N, 6° 51′ 36″ O     | 2024             | Jörg Mazur                                                                                              | | Tänzerin Nr. 4                               |
|                                                             | Flügelstr 25                                                                           | 51° 27′ 55″ N, 6° 49′ 7″ O      |                  | | |                                              |
| Christoph Schlingensief / Terror                            | Ebertstraße 59                                                                         | 51° 28′ 34″ N, 6° 51′ 36″ O     | 2024             | Jan Arlt                                                                                                | Das (leider) übermalte Zitat von Christoph Schlingensief lautet: "Wer den Raum der Kunst benutzen kann, wird so leicht kein Terrorist." | weitere Bilder                               |
| Regenüberlaufbecken Osterfelder Straße                      | Am Ufer des Rhein-Herne-Kanals in der Nähe der Osterfelder Straße                      | 51° 29′ 44″ N, 6° 53′ 17″ O     | 2022             | Lackaffen.de                                                                                            | | weitere Bilder                               |
| Wandbilder an der Paketpost                                 | Friedrich-Karl.Straße 7                                                                | 51° 28′ 24″ N, 6° 51′ 9″ O      | 2024             | Adam Masava, Brian Kimani und Isaiah Malunga                                                            | | weitere Bilder                               |

## Wieder entfernte Kunstwerke
| Bezeichnung                  | Standort                                                          | Koordinate                      | errichtet        | Künstler       | Anmerkungen                                                                                                  | Bild           |
| ---------------------------- | ----------------------------------------------------------------- | ------------------------------- | ---------------- | -------------- | --- | -------------- |
| Head through belly           | Kaisergarten, Konrad-Adenauer-Allee                               | 51° 29′ 31″ N, 6° 51′ 40″ O     | 2002 aufgestellt | Keith Haring   | 2013 abmontiert, Seit März 2021 steht auf dem Fundament die Skulptur Red Heels von Heiner Meyer.             | weitere Bilder |
| Das Sparen: Geben und Nehmen | Sterkrade, Finanzstraße, Wilhelmstraße                            | 51° 30′ 56″ N, 6° 50′ 44″ O     | 1961             | Walter Mawick  | Wandmosaik an der alten Stadtbücherei, 2016 teilweise abgenommen, der andere Teil mit dem Gebäude abgerissen |                |
| Aufbäumung                   | Schloss Oberhausen, Konrad-Adenauer-Allee, Kaisergarten           | 51° 29′ 32,7″ N, 6° 51′ 39,4″ O | 1986             | Hans Brockhage | Dreiteilige Skulptur aus Baumstämmen, ca. 5 m hoch                                                           | weitere Bilder |
| Sterkrader Rabe              | Auf dem Center Point, Bahnhofstraße / Steinbrinkstraße, Sterkrade | 51° 30′ 55″ N, 6° 50′ 54″ O     | 1986             | Heinrich Kasan | Die Skulptur wurde abmontiert und befindet sich im Schaufenster der Bäckerei Cordes (Stand: August 2016)     |                |